# پدرو ریزو
پدرو ریزو (انگلیسی: Pedro Rizzo؛ زادهٔ ۳ مهٔ ۱۹۷۳) ورزشکار هنرهای رزمی ترکیبی اهل برزیل است.